# Свёкла
Свёкла обыкнове́нная (диал. на юге России буря́к, бура́к; лат. Béta vulgáris) — однолетнее, двухлетнее или многолетнее травянистое растение; вид рода Свёкла семейства Амарантовые (Amaranthaceae), подсемейства Маревые (Chenopodioideae), ранее Маревые рассматривали в качестве самостоятельного семейства Chenopodiaceae. Важное сельскохозяйственное растение, ради корнеплодов культивируют повсеместно на больших площадях как овощную культуру.

## Этимология
Слово «свёкла» образовано от мн. ч. греч. σεῦκλα (церк.-слав. свеклъ, болг. цвекло) через устную речь. Слово σεῦκλα — производное от σέσκουλο. Иначе от греч. σεῦκλον, σεῦτλον, τεῦτλον. В греческом языке так называется мангольд — двулетнее травянистое овощное растение, подвид свёклы, характерный своими длинными стеблями и листьями (до 30 см) похожими на шпинат. Собственно свёклу греки именуют παντζάρι. 
Бурак, буряк — заимствовано из украинского языка. Далее из от польск. burak, которое возводят к ср.-лат. borāgo или ит. borragine.

## История
До окультуривания люди с древности использовали в пищу дикую свёклу. Дикорастущая свёкла до сих пор встречается в Иране, на побережье Средиземного, Чёрного и Каспийского морей, а также в Индии и Китае.
За 2 тысячи лет до нашей эры свёкла была известна, но нелюбима в Древней Персии, где её считали символом ссор и сплетен, использовали как листовое и лекарственное растение. Во 2-м тысячелетии до н. э. листовая свёкла была введена в культуру (предположительно, на островах Средиземного моря) как лекарственное и овощное растение. Первые корнеплодные формы появились (по Теофрасту) и были хорошо известны к IV веку до н. э.
Древние римляне включали свёклу в перечень своих любимых блюд, они употребляли в пищу не только корни, но и листья, предварительно вымоченные в наперчённом вине.
К началу н. э. появились культурные формы обыкновенной корнеплодной свёклы; в X—XI веках они были известны в Древней Руси, в XIII—XIV веках — в государствах и странах Западной Европы.
Популярностью свёкла пользовалась на Руси, куда попала из Византии в X веке (слово «свёкла» происходит от греч. σεῦκλον). Англичанин Кларк, путешествовавший по России в XVII веке, утверждает в своих «Travels in Russia», что свёклу, нарезанную кружочками, с приправой из имбиря, подавали в России для возбуждения аппетита перед обедом, а зелень свёклы добавляли в окрошку и отваривали в супах, отсюда и название блюда из бурака — борщ.
В XVI—XVII веках произошло её разделение на столовые и кормовые формы; в XVIII веке из гибридных форм кормовой свёклы обособилась сахарная свёкла. С конца XIX и в XX веке культура распространилась на все континенты.
К концу XVIII века в Силезии была выведена сахарная свёкла с содержанием сахара порядка 6 % и разработана технология производства из неё товарного сахара, до этого использовали только колониальный тростниковый. Это дало возможность государствам и странам с прохладным климатом, где невозможно культивирование сахарного тростника, вырабатывать собственный продукт. В 1801 году королевским указом был открыт первый сахарный завод в Силезии. 
В России в 1801 году московский аптекарь Биндгейм представил правительству проект выделки сахара из свёклы. Его сахар был найден безвредным, и Биндгейму позволили открыть курсы сахароварения. Первый в России свёклосахарный завод был открыт в 1802 году генерал-майором Егором Бланкеннагелем в селе Алябьево Чернского уезда Тульской губернии (в настоящее время это территория хозяйства «Алябьевский» Мценского района Орловской области). Широкое развитие свеклосахарного производства в стране началось в 1850-х годах благодаря правительственным субсидиям. В 1897 году в России уже работали 236 заводов, производительность которых составляла 45 млн пудов сахара.

## Ботаническое описание
Корень диких и листового видов свёклы — стержневой, деревенеющий, полностью погружён в почву. У дикорастущей формы корень тонкий; растение однолетнее. У разводимой — корень мясистый и сочный, толстый (корнеплод), у большинства сортов выступает над поверхностью почвы; растение двулетнее.
В первый год развивает только корень и розетку прикорневых голых крупных, яйцевидных, тупых, у основания слегка сердцевидных, по краю волнистых листьев на длинных черешках; во второй год, а иногда и к концу первого года, на мясистом корне из середины листовой розетки появляется облиственный стебель, достигающий 0,5 и даже 1,25 метра высоты.
Стебель травянистый, прямостоячий, сильно ветвистый, бороздчато-гранистый; листья на нём очерёдные мелкие, почти сидячие, продолговатые или ланцетные; в пазухах верхних листьев появляются пучки (по 2—3) мелких неярких сидячих цветков, образующих сложные длинные облиственные колосья. Цветки обоеполые, состоящие из зелёного или беловатого чашевидного пятилопастного околоцветника, из пяти тычинок, прикреплённых к мясистому кольцу, окружающему завязь, и из пестика с полунижней одногнёздой завязью и двумя рыльцами. Опыление перекрёстное — мелкими насекомыми.
Плод — сжатая односемянка, при созревании срастающаяся с околоцветником. Так как пучки цветков взаимно срастаются, то получается целое соплодие с 2—6 плодами («семя свёклы»). Под крышечкой внутри плодов находятся семена. В СССР была выведена сахарная свёкла с односемянными соплодиями.

## Таксономия
Beta vulgaris L., Species Plantarum 1: 222. 1753.

### Подвиды и разновидности
- Beta vulgaris subsp. adanensis (Pamukç. ex Aellen) Ford-Lloyd & J.T.Williams, Bot. J. Linn. Soc. 71: 100 1975 publ. 1976.
- Beta vulgaris var. trojana (Pamukç.) Ford-Lloyd & J.T. Williams, Bot. J. Linn. Soc. 71: 100 1975 publ. 1976.
- Beta vulgaris subsp. vulgaris —

Сахарная свёкла в год посева развивает богатый сахаром (до 23 %), удлинённый с белой мякотью корнеплод (весит в среднем 300—600 г) и розетку светло-зелёных листьев. Продолжительность вегетации в 1 год жизни 100—170 сут, во 2 — 100—125 сут. У сахарной свёклы в большей степени, чем у других форм, наблюдаются отклонения от двухлетнего цикла развития — цветушность (цветение в первый год жизни) и «упрямство» (отсутствие цветения во второй год), что связано со свойствами сорта, условиями выращивания и хранения корнеплодов. Культура теплолюбива, светолюбива и влаголюбива, хотя и отличается сравнительно высокой засухоустойчивостью, солеустойчива. Оптимальная температура для прорастания семян +10…+12 °C, роста и развития +20…+22 °C. Всходы чувствительны к заморозкам (погибают при −4, −5 °C). Сахаристость корнеплодов зависит от числа солнечных дней в августе — октябре. Наибольшее количество влаги потребляет в период усиленного роста корнеплода (в июле — августе). Особенно продуктивна на чернозёмах.
- Beta vulgaris subsp. vulgaris var. vulgaris —

Мангольд, Свёкла столовая, красная, овощная, в первый год жизни образует корнеплод массой 0,4—0,9 кг шаровидно-уплощённой, шаровидно-овальной или уплощённой формы, имеющий тёмно-красную, бордовую, красно-фиолетовую мякоть (красный цвет обусловлен содержанием бетацианинов, в первую очередь, бетанина, а жёлтый оттенок — бетаксантинов) и розетку зелёных с красными жилками или красных листьев. В пищу используют корнеплод (содержит 13—20 % сухих веществ, в том числе 9—16 % сахара, 1,8—3 % белка, до 0,5 % органических кислот, 0,7—1,4 % клетчатки, 0,8—1,3 % минеральных солей, витамины С, В, Р, PP) и молодые растения. Распространена на всех континентах. В СССР столовую свёклу возделывали во всех земледельческих зонах; в 1973 году её посевы занимали около 50 тыс. га, урожайность 400—500 ц с 1 га (до 1000 ц). На 1974 год был районирован 21 сорт, лучшие: Бордо 237, Несравненная А-463, Грибовская плоская А-473, Подзимняя А-474 и др. В севообороте культуру размещают после капусты, томата, огурца. Под зяблевую вспашку вносят перегной (не менее 30 т/га), на кислых почвах — известь (5—10 т/га). Сеют столовую свёклу весной или осенью (подзимний посев), двухстрочными лентами или широкорядно (междурядья 33 см). Норма высева семян 16—20 кг/га, глубина заделки их 2—3 см. Уход за посевами: уничтожение сорняков гербицидами (опрыскивание пирамином), двукратное прореживание, подкормки, рыхления и поливы (в жаркое лето и в районах орошаемого земледелия). Корнеплоды убирают свеклоподъёмниками и после обрезки листьев хранят в овощехранилищах.
Сорта свёклы столовой в зависимости от формы корнеплодов группируются в четыре сортотипа:

Египетская (округло-плоская), Бордо (округло-овальная), Эклипс (округлая, овально-цилиндрическая), Эрфуртская (коническая).
Признаками ботанического сорта свёклы являются форма и окраска мякоти корнеплодов, кольцеватость, консистенция, сроки созревания. По срокам созревания все сорта свёклы подразделяются на раннеспелые (срок вегетации до 100 дней) среднеспелые (до 130 дней) и позднеспелые (свыше 130 дней).
- Beta vulgaris subsp. vulgaris var. crassa —

Свёкла кормовая в первый год жизни формирует крупный (до 10—12 кг) корнеплод разнообразной формы (мешковидная, овально-коническая, цилиндрическая, шаровидная) и окраски (жёлтая, белая, красная и др.) и розетку зелёных листьев, используемых в качестве сочного корма (листья также силосуют). В 100 кг корнеплодов содержится 12,2 кормовых единиц и 0,9 кг переваримого белка; в 100 кг листьев — 10,2 кормовой единицы и 1,8 кг переваримого белка. На территории России и сопредельных стран свёкла выращивается с XVIII века. Возделывается во многих европейских странах, в Америке (США, Канада, Бразилия и другие), в Австралии, Новой Зеландии, Алжире, Тунисе и других.
В СССР в 1973 году посевами кормовой свёклы было занято около 800 тысяч га. Средний урожай корнеплодов 300—400 ц с 1 га. Основные районы выращивания: Украинское Полесье, центральные районы нечернозёмной зоны РСФСР, Поволжье, Белоруссия, Литва. На 1974 год было районировано 25 сортов; лучшие из них: Эккендорфская жёлтая, Арним кривенская, Баррес, Победитель, Полусахарная белая и другие. На кормовые цели возделывают и некоторые сорта сахарной свёклы, например Сахарную округлую 143. Свёклу кормовую размещают в прифермском севообороте после однолетних мешанок, убираемых на зелёный корм, картофеля, кукурузы на силос. Дозы удобрений: 30—40 т/га органических и 60—120 кг/га NPK. Высевают широкорядным или пунктирным способом (междурядья 45—60 см), норма высева соответственно 15—25 и 8—12 кг семян на 1 га, глубину заделки 2,5—4 см. Уход за посевами аналогичен уходу за столовой свёклой. Убирают кормовую свёклу картофелекопателями, картофелеуборочными комбайнами, свеклоподъёмниками. Хранят в буртах или хранилищах.

## Сорта
В результате селекции выведены разнообразные сорта культурной свёклы: двулетние — свёкла листовая, или мангольд (Beta vulgaris var. cicla), и свёкла обыкновенная корнеплодная (Beta vulgaris var. vulgaris), подразделяемая на европейский (группы разновидностей столовой, кормовой и сахарной свёклы) и азиатский (обычно малокультурные группы разновидностей со слабо развитым корнеплодом) подвиды.
В Российский Государственный реестр селекционных достижений, допущенных к использованию в 2021 году, включено 163 сорта столовой свёклы (из них 2 новых и 33 охраняемых), 375 сортов сахарной свёклы (из них 26 новых) и 28 сортов свёклы кормовой.
Некоторые сорта:
- Атаман
- Бордо
- Детройт
- Египетская плоская
- Кадет
- Капитан
- Командор
- Цилиндра
- Красный шар
- Аэлита

## Агротехника
Сахарную свёклу в севообороте размещают обычно после озимой пшеницы, посеянной по многолетним травам, чистым и занятым парам.
Семеноводством сахарной свёклы в СССР занимались селекционно-опытные станции (оригинаторы сортов), специальные элитно-семеноводческие и семеноводческие совхозы; последние выращивают фабричные семена и передают их свеклосеющим хозяйствам.

## Химический состав и пищевая ценность
В корнеплодах свёклы обыкновенной содержатся сахара, белки, органические кислоты, минеральные соли (магний, кальций, калий, железо, иод и другие), красящие вещества, витамины, фолиевая кислота, бетаин.

## Применение
Столовые сорта свёклы обыкновенной благодаря своим вкусовым качествам широко используются в повседневном питании в кухнях многих народов мира. Листья используются для приготовления салатов, корневища — для салатов, супов, закусок, напитков (в том числе кваса) и даже десертов. Свёкла — базовая часть популярного в восточной Европе супа «борщ». В пищу свёкла употребляется как сырая, так и прошедшая термическую обработку.
Целебные свойства свёклы известны с давних времён, изначально корень использовался только как лекарственное средство. Богатое содержание природных антиоксидантов позволяет использовать свёклу для профилактики онкологических заболеваний, витаминов группы B, железа и кобальта — для профилактики и лечения анемии, цинка и фосфора — для профилактики рахита у детей. Природные антисептики, содержащиеся в корнеплоде, позволяют подавлять и даже лечить некоторые инфекционные заболевания, предотвращают развитие желудочной и кишечной патогенной микрофлоры, очищают полость рта, улучшают состояние кожной микрофлоры. Свёкла активно используется в диетах при лечении гипертонии, цинги, сахарного диабета, почечнокаменной болезни. Свежий срез корневища или растёртые листья — для заживления ран. Особенно эффективен для применения свежий сок. Клетчатка и органические кислоты стимулируют желудочную секрецию и перистальтику кишечника, что помогает при спастических запорах.